# سي إن بي سي أواز
سي إن بي سي أواز هي قناة أخبار اقتصادية هندية مدفوعة، تملكها سي إن بي سي ومقرها في نيودلهي. 